# Schal·lerita
La schal·lerita és un mineral de la classe dels silicats, que pertany al grup de la pirosmalita. Rep el nom per Waldemar Theodore Schaller (3 d'agost de 1882 - 1 de setembre de 1967) especialista en minerals i en jaciments de minerals amb la Geological Survey dels Estats Units.

## Característiques
La schal·lerita és un silicat de fórmula química Mn2+16As₃Si₁₂O36(OH)17. Cristal·litza en el sistema trigonal. La seva duresa a l'escala de Mohs es troba entre 4,5 i 5. Sovint són poc freqüents les masses de color marró cerós, i rars en forma de petits cristalls hexagonals cònics. Es pot confondre amb la friedelita o la pirosmalita-(Mn).
Segons la classificació de Nickel-Strunz, la schal·lerita pertany a «09.EE - Fil·losilicats amb xarxes tetraèdriques de 6-enllaços connectades per xarxes i bandes octaèdriques» juntament amb els següents minerals: bementita, brokenhillita, pirosmalita-(Fe), friedelita, pirosmalita-(Mn), mcgil·lita, nelenita, palygorskita, tuperssuatsiaïta, yofortierita, windhoekita, falcondoïta, loughlinita, sepiolita, kalifersita, gyrolita, orlymanita, tungusita, reyerita, truscottita, natrosilita, makatita, varennesita, raïta, intersilita, shafranovskita, zakharovita, zeofil·lita, minehil·lita, fedorita, martinita i lalondeïta.

## Formació i jaciments
Va ser descoberta a la mina Franklin, situada a la localitat homònima dins el comtat de Sussex (Nova Jersey, Estats Units). També ha estat descrita a Massachusetts, dins els Estats Units, així com a Àustria, Romania, Suècia, el Kazakhstan i Rússia.